# 麦克劳德
麦克劳德（英語：McLoud），是美国俄克拉何马州波特瓦特米縣西北部的一个城镇，是俄克拉荷马市综合大都市区的一部分。2010年人口普查为4044人，比2000年人口普查时的3548人增加14.0%。该镇建于1895年，以乔克托，俄克拉荷马和海湾铁路律师约翰·W·麦克劳德命名。

## 历史
早年，麦克劳德因在干燥的印第安人保留地上制造销售威士忌给白人和印第安人而知名。小镇原来位于北加拿大河畔，但被洪水摧毁，后在原小镇南一英里的高地上重建。
1895年6月，以律师约翰·威廉·麦克劳德（John William McLoud）的名字命名一家名为麦克克劳德（McCloud）的邮局，邮局名称的拼写在1895年10月被改正。该镇于1896年7月7日成立，在其历史上的大部分时间是一个农业中心。到21世纪初，小镇已经成为一个睡城，许多居民到其他城镇工作。
1949年，商会寄给哈里·S·杜鲁门总统一箱黑莓后，该镇被称为“世界黑莓之都”。

## 地理
麦克劳德在35°26′09″N 97°05′29″W / 35.43583°N 97.09139°W，位于俄克拉荷马城以东约35公里，在Cross timbers生态区范围内并且是边境乡村旅游区。。加拿大北部河流流过该镇的东北面。俄克拉荷马州270号公路和102号公路在城镇内相交。